# Ligne Nankai Semboku
La ligne Nankai Semboku (南海泉北線, Nankai Senboku-sen) est une ligne ferroviaire de la compagnie Nankai dans la préfecture d'Osaka au Japon. Elle relie la gare de Nakamozu à Sakai à celle d'Izumi-Chūō à Izumi.

## Histoire
La ligne ouvre le 1er avril 1971 entre Nakamozu et Izumigaoka. La ligne est prolongée à Toga-Mikita en 1973, à Kōmyōike en 1977, et enfin à Izumi-Chūō en 1995. 
Jusqu'au 31 mars 2025, la ligne a été exploitée par la compagnie Semboku sous le nom ligne Semboku Rapid Railway. Depuis le 1er avril 2025, la ligne est exploitée par la Nankai sous le nom de ligne Nankai Semboku.

## Caractéristiques

### Ligne
- Longueur : 14,3 km
- Ecartement : 1 067 mm
- Alimentation : 1 500 V par caténaire
- Nombre de voies : Double voie

### Liste des gares
La ligne comprend 6 gares.
| Numéro | Gare        | Nom japonais | Distance (km) | Correspondances                                         | Localisation |
| ------ | ----------- | ------------ | ------------- | ------------------------------------------------------- | ------------ |
| NK59   | Nakamozu    | 中百舌鳥     | 0             | Nankai : Kōya (interconnexion) Métro d'Osaka : Midōsuji | Sakai        |
| NK88   | Fukai       | 深井         | 3,7           |                                                         | Sakai        |
| NK89   | Izumigaoka  | 泉ヶ丘       | 7,8           |                                                         | Sakai        |
| NK90   | Toga-Mikita | 栂・美木多   | 12,1          |                                                         | Sakai        |
| NK91   | Kōmyōike    | 光明池       | 13,7          |                                                         | Sakai        |
| NK92   | Izumi-Chūō  | 和泉中央     | 14,3          |                                                         | Izumi        |